# Medical Lake (Washington)
Medical Lake est une ville américaine située dans le comté de Spokane, dans l'État de Washington. Selon le recensement de 2010, sa population est de 5 060 habitants.